# اسپیراپریل
هیدروکلرید اسپیراپریل (Spirapril) یک داروی مهارکننده آنزیم مبدل آنژیوتانسین است که برای درمان فشارخون بالا به کار می‌رود. این دارو به گروه دی کربوکسی از این مهارکننده‌ها تعلق دارد. همانند بسیاری از داروهای مهارکننده ACE، اسپیراپریل نیز یک «پیش دارو» است که بعد از مصرف خوراکی به متابولیت فعال خود به نام اسپیراپریلات تبدیل می‌شود. برخلاف سایر اعضای این گروه، اسپیراپریل از هر دو راه کلیوی و کبدی دفع می‌شود و از این رو در افراد مبنلا به نارسایی کلیه می‌توان آن را به کار برد. با این حال داده‌های موجود دربارهٔ اثر آن بر روی کلیه متناقض اند. سنتز این دارو از راه ترکیب دو ماده زیر انجام می‌شود:
(S)-1,4-Dithia-7-azaspiro(4,4)-nonane-8-carboxylic acid hydrobromide CAS 75776-79-3
و
N-[1-(S)-ethoxycarbonyl-3-phenylpropyl)-L-Alanine (ECPPA) [1]